# Psychosenrehabilitation
Psychosenrehabilitation bezeichnet die Rehabilitationsbehandlung von an Psychose erkrankten Menschen. Sie kommt in erster Linie für Patienten in Betracht, die an schizophrenen oder bipolaren Störungen leiden. Man unterscheidet die medizinische von der beruflichen Rehabilitation.
Die rechtliche Voraussetzung für den Erhalt von Leistungen ist im SGB IX beschrieben. Dort wird die „Medizinische Rehabilitation“ nach § 42 Abs. 1 SGB IX nach ihrem Ziel definiert. Sie umfasst die nötigen Leistungen, um Behinderungen einschließlich chronischer Krankheiten abzuwenden, zu beseitigen, zu mindern, auszugleichen und eine Verschlimmerung zu verhüten oder Einschränkungen der Erwerbsfähigkeit und Pflegebedürftigkeit zu vermeiden, zu überwinden, zu mindern, eine Verschlimmerung zu verhüten sowie den vorzeitigen Bezug laufender Sozialleistungen zu vermeiden oder laufende Sozialleistungen zu mindern. Der Grundsatz dabei lautet, dass Rehabilitation eine gegen die Behinderung gerichtete Leistung darstellt. Die Leistungsbestandteile umfassen nach § 42 Abs. 2 SGB IX ärztliche und ärztlich geleitete Behandlung, Früherkennung und Frühförderung, Arznei- und Verbandmittel, Heilmittel, Psychotherapie, Hilfsmittel, Belastungserprobung und Arbeitstherapie.
Die medizinische Psychosenrehabilitation findet hauptsächlich in dafür geeigneten Einrichtungen mit entsprechendem Schwerpunkt statt. Kostenträger ist zumeist die Rentenversicherung, wobei die Voraussetzung für den Erhalt der Leistung die Rehabilitationsfähigkeit ist. Die Dauer beträgt üblicherweise 4–8 Wochen. Die Behandlung umfasst üblicherweise etablierte psychiatrische Behandlungselemente wie Psychotherapie in der Gruppe, Psychoedukation, kreative Therapien und Psychopharmakotherapie, aber auch eher rehabilitative Angebote wie balneophysikalische Therapien oder berufsbezogene Übungs- und Belastungstherapien. 
Als „berufliche Rehabilitation“ bezeichnet man eine meist längerdauernde Maßnahme zu Lasten der Rentenversicherung in einem Berufstrainingszentrum (BTZ), einem Berufsförderungswerk (BFW) oder einer Einrichtung zur Rehabilitation psychisch Kranker. Sie dient der Übungsbehandlung, der Prüfung beruflicher Eignung und (falls möglich) Reintegration in den ersten Arbeitsmarkt.